# Bernd Siebert
Bernd Siebert (Wilmersdorf, Berlim, 5 de março de 1964) é um matemático alemão, que trabalha com geometria algébrica.

## Vida
Siebert estudou matemática a partir de 1984 na Universidade de Erlangen, seguindo em 1986 para a Universidade de Bonn e em 1987 para a Universidade de Göttingen, onde obteve o diploma em 1989 orientado por Hans Grauert, que foi seu orientador de doutorado em Göttingen, obtido em 1992, com a tese Faserzykelräume, geometrische Plattifikation und meromorphe Äquivalenzrelationen. Em 1993/1994 esteve no Instituto Courant de Ciências Matemáticas, mudou-se então para Bochum e foi professor visitante no Instituto de Tecnologia de Massachusetts (MIT), obtendo a habilitação em 1998 em Bochum (Gromov-Witten invariants for general symplectic manifolds). Como bolsista DFG-Heisenberg esteve de 2000 a 2002 na Universidade Pierre e Marie Curie/Universidade Paris VII. Em 2002 foi professor na Universidade de Freiburg e em 2008 foi chamado para a Universidade de Hamburgo, onde permanece até a atualidade.
Foi palestrante convidado do Congresso Internacional de Matemáticos em Seul (2014, com Mark William Gross: Local mirror symmetry in the tropics. Recebeu o Clay Research Award de 2016.

## Obras
- com M. Gross: Logarithmic Gromov-Witten invariants, J. Amer. Math. Soc. 26 (2013), 451–510.
- com M. Gross: From real affine geometry to complex geometry, Ann. of Math. 174 (2011), 1301–1428.
- com M. Gross, R. Pandharipande: The tropical vertex, Duke Math. J. 153 (2010), 297–362.
- com T. Nishinou: Toric degenerations of toric varieties and tropical curves, Duke Math. J. 135 (2006), 1–51.
- com G. Tian: On the holomorphicity of genus two Lefschetz fibrations, Annals of Math. 161 (2005), 955–1016.
- Symplectic Gromov-Witten invariants, in: New trends in Algebraic Geometry (Hrsg. Fabrizio Catanese, Klaus Hulek, Chris Peters, Miles Reid), Warwick 1996, Cambridge University Press 1998, 375–424.